# Charlie Swanson
Charles Swanson (Richmond, 20 de febrero de 1998), más conocido como Charlie Swanson, es un deportista estadounidense que compite en natación. especialista en pruebas de 200 y 400 metros estilo, campeón de los Juegos Panamericanos de 2019 en las pruebas de 400 metros estilo y 4x100 metros libres mixto.
Participó en los Juegos Olímpicos de París 2024, obteniendo dos medallas, oro en 4 × 100 m estilos mixto y plata en 4 × 100 m estilos.
Estudió Economía en la Universidad de Míchigan.

## Palmarés internacional
| Juegos Olímpicos     | Juegos Olímpicos | Juegos Olímpicos | Juegos Olímpicos        |
| Año                  | Lugar            | Medalla          | Prueba                  |
| -------------------- | ---------------- | ---------------- | ----------------------- |
| 2024                 | París (Francia)  | Medalla de oro   | 4 × 100 m estilos mixto |
| 2024                 | París (Francia)  | Medalla de plata | 4 × 100 m estilos       |
| Juegos Panamericanos |                  |                  |                         |
| 2019                 | Lima (Perú)      | Medalla de oro   | 4x100 m libre mixto     |
| 2019                 | Lima (Perú)      | Medalla de oro   | 400 m estilo            |